# San Jerónimo y el león (Rogier van der Weyden)
San Jerónimo y el león (también conocido como San Jerónimo extrayendo la espina  o San Jerónimo en el desierto ) es una pintura al óleo sobre tabla de roble de Rogier van der Weyden o su taller de c. 1450-1465, que muestra a Jerónimo y el león. Actualmente se encuentra en el Instituto de Artes de Detroit. Esta pintura también inspiró una figuración muy popular de San Jerónimo.

## Descripción
La pintura representa una escena de la leyenda de San Jerónimo, en realidad una confusión medieval que le atribuyó un episodio de la vida de San Gerásimo. En él se dice que San Jerónimo estaba dando una conferencia a sus alumnos en Belén cuando se le acercó un león cojo. Mientras los demás huían, el santo recibió al león. Examinó el pie herido y extrajo la espina que allí encontró. Esto curó el pie y el león permaneció con San Jerónimo hasta su muerte.
San Jerónimo está representado como un anciano calvo vestido de cardenal. Las tradicionales vestimentas rojas están forradas de blanco y el capelo está en el suelo a su lado. Sobre su regazo hay un pequeño libro abierto. Está sentado sobre una roca fuera de una cueva y se vuelve hacia el león provisto de una pinza para atender su pata. El animal es de tipo heráldico, no realista. El santo también es representado al fondo en la esquina superior izquierda del cuadro. Aquí aparece como penitente, arrodillado en oración con los ojos elevados al cielo, la mano derecha sujetando la piedra con la que se golpea el pecho, y la izquierda apoyada en las páginas abiertas de un libro, probablemente la Biblia. Sus prendas cardenalicias están tiradas en el suelo junto a él, que viste cilicio.
La pintura de Rogier creó un arquetipo de San Jerónimo e inspiró una serie de pinturas, esculturas y grabados de otros artistas. Este arquetipo siguió siendo popular durante unos 75 años.